# Università degli Studi della Repubblica di San Marino
L'Università degli Studi della Repubblica di San Marino è stata istituita con la legge n.127 del 31 ottobre 1985 dai capitani reggenti Ubaldo Biordi e Pier Paolo Gasperoni. Fu avviata con la fondazione della Scuola Superiore di Studi Storici nel 1988. L'ateneo ha le sue sedi nel centro storico della Città di San Marino e a Dogana.

## Struttura
Dipartimenti
- Economia, scienze e diritto
- Scienze umane
- Studi storici

Centri di ricerca
- Centro di ricerca per le relazioni internazionali
- Centro di ricerca e didattica in studi biomedici
- Centro per la dislessia
- Centro sammarinese di studi storici
- Centro studi permanente sull'emigrazione[4]
- Centro studi sulla memoria
- Centro universitario di formazione sulla sicurezza
- Istituto giuridico sammarinese
- Osservatorio permanente sulla condizione giovanile nella Repubblica di San Marino[5]
- Scuola superiore di studi storici[6]

L'offerta formativa è frutto di alcune collaborazioni con atenei italiani, quali: l'Università di Bologna, l'Università degli Studi "Gabriele d'Annunzio" di Chieti, l'Università degli Studi di Ferrara, l'Università degli Studi di Modena e Reggio Emilia, l'Università degli Studi di Parma e l'Università Iuav di Venezia.

## Radio universitaria
Il 21 febbraio 2017 viene inaugurata Usmaradio, l'emittente radiofonica dell'università di San Marino. Alcuni dei suoi programmi sono pubblicati con la licenza Creative Commons con l'attribuzione "condividi allo stesso modo".